# Wulmstorf (Neu Wulmstorf)
Wulmstorf est un quartier de la commune allemande de Neu Wulmstorf, dans l'arrondissement de Harbourg, Land de Basse-Saxe.

## Géographie
Wulmstorf se trouve au nord-ouest des Schwarze Berge.

## Histoire
Wulmstorf est mentionné pour la première fois en 1197.
En 1902, un incendie majeur détruit de l'école la moitié du village. À la fin de la Seconde Guerre mondiale, vers le 20 avril, dans la région de Wulmstorf, de violents combats se déroulent entre les soldats anglais et allemands, plusieurs bâtiments sont également en flammes.
Jusqu'au 11 décembre 1964, la commune porte le nom de Wulmstorf. Elle est renommée Neu Wulmstorf, car le nouveau centre-ville sur la Bundesstraße 73 est beaucoup plus grand par la construction du lotissement. En raison de l'incorporation de Daertorf en janvier 1970, Daertorf et Wulmstorf deviennent des quartiers.

## Source, notes et références
- (de) Cet article est partiellement ou en totalité issu de l’article de Wikipédia en allemand intitulé « Wulmstorf (Neu Wulmstorf) » (voir la liste des auteurs).